# Uśnice
Uśnice (Duits: Usznitz) is een dorp in de Poolse woiwodschap Pommeren. De plaats maakt deel uit van de gemeente Sztum en telt 120 inwoners.